# Modernismo islâmico
O modernismo islâmico é um movimento que foi descrito como “a primeira resposta ideológica muçulmana ao desafio cultural ocidental”, tentando reconciliar a fé islâmica com valores modernos como democracia, direitos civis, racionalidade, igualdade e progresso. Apresentou um "reexame crítico das concepções e métodos clássicos de jurisprudência" e uma nova abordagem à teologia islâmica e à exegese do Alcorão (Tafsir). Uma definição contemporânea descreve-o como um "esforço para reler as fontes fundamentais do Islão - o Alcorão e a Suna (a prática do Profeta) - colocando-as no seu contexto histórico e depois reinterpretando-as, de forma não literal, à luz do contexto moderno."